# Third-person shooter

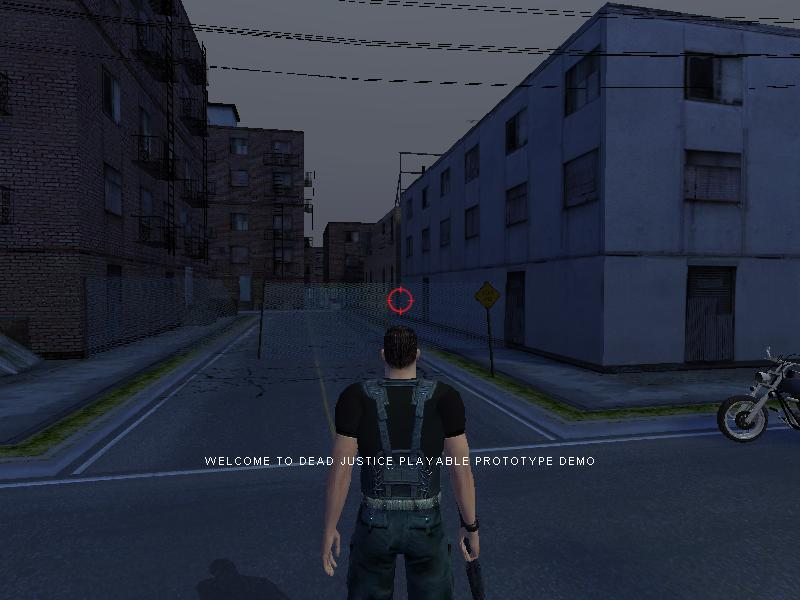
Screenshot ze hry Dead Justice která využívá pohled z třetí osoby

Third-person shooter (zkráceně TPS; česky střílečka z pohledu třetí osoby) je podžánr stříleček, které jsou zobrazovány pohledem kamery mimo hlavního hrdinu, přičemž se kamera pohybuje za zády virtuálního hrdiny. Do češtiny lze anglický termín přeložit jako střílečka z pohledu třetí osoby. Pojem se používá k odlišení od akčních her zobrazovaných z pohledu hlavního hrdiny (tzv. First-person shooter (FPS) – střílečka z pohledu první osoby).
Některé hry však sice používají kameru z pohledu třetí osoby, avšak hráč ji může ovládat, čímž
se docílí pohledu z pozice ovládané postavy. Proto je někdy těžké určit, která počítačová hra může být označena za střílečku z pohledu třetí osoby a která ne. Příkladem střílečky z pohledu třetí osoby může být hra Max Payne, řada počítačových her jako např. Serious Sam a The Suffering stojí na pomezí podžánrů FPS a TPS, neboť užívají kamerového pohledu třetí i první osoby.
TPS hry mají výhody i nevýhody. Na straně jedné zobrazení z pohledu třetí osoby může hráči
zajistit lepší přehled o jeho okolí, na druhé straně však špatné řízení kamery může hráči
zobrazovat nepotřebné lokace, skrývat důležité objekty a nepřátele v pohledu ovládaného hrdiny. Někdy se vyskytují i chyby, kdy kamera nesprávně zobrazí prostředí za zdmi a jinými neprůhlednými překážkami.

## Příklady her
- Tomb Raider
- Max Payne
- Grand Theft Auto III a následující díly této série
- Mafia: The City of Lost Heaven a následující díly trilogie
- Splinter Cell
- Dead Space
- Alan Wake
- Fortnite Battle Royale